# Grenze zwischen Äthiopien und dem Südsudan

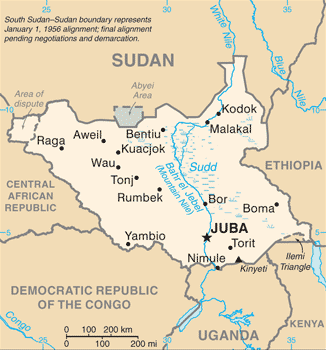
Kärtchen des Südsudan, die Grenze des Südsudan zu Äthiopien rechts

Die Grenze zwischen Äthiopien und dem Südsudan trennt als internationale Landgrenze diese beiden Staaten. Die Länge der Grenze wird mit 1114 oder 1299 km angegeben (auch die Angabe 883 km ist zu finden – alle Längenangaben sind unbelegt). Die Grenze verläuft vom Dreiländereck mit dem Sudan zum Dreiländereck mit Kenia.

## Geschichte

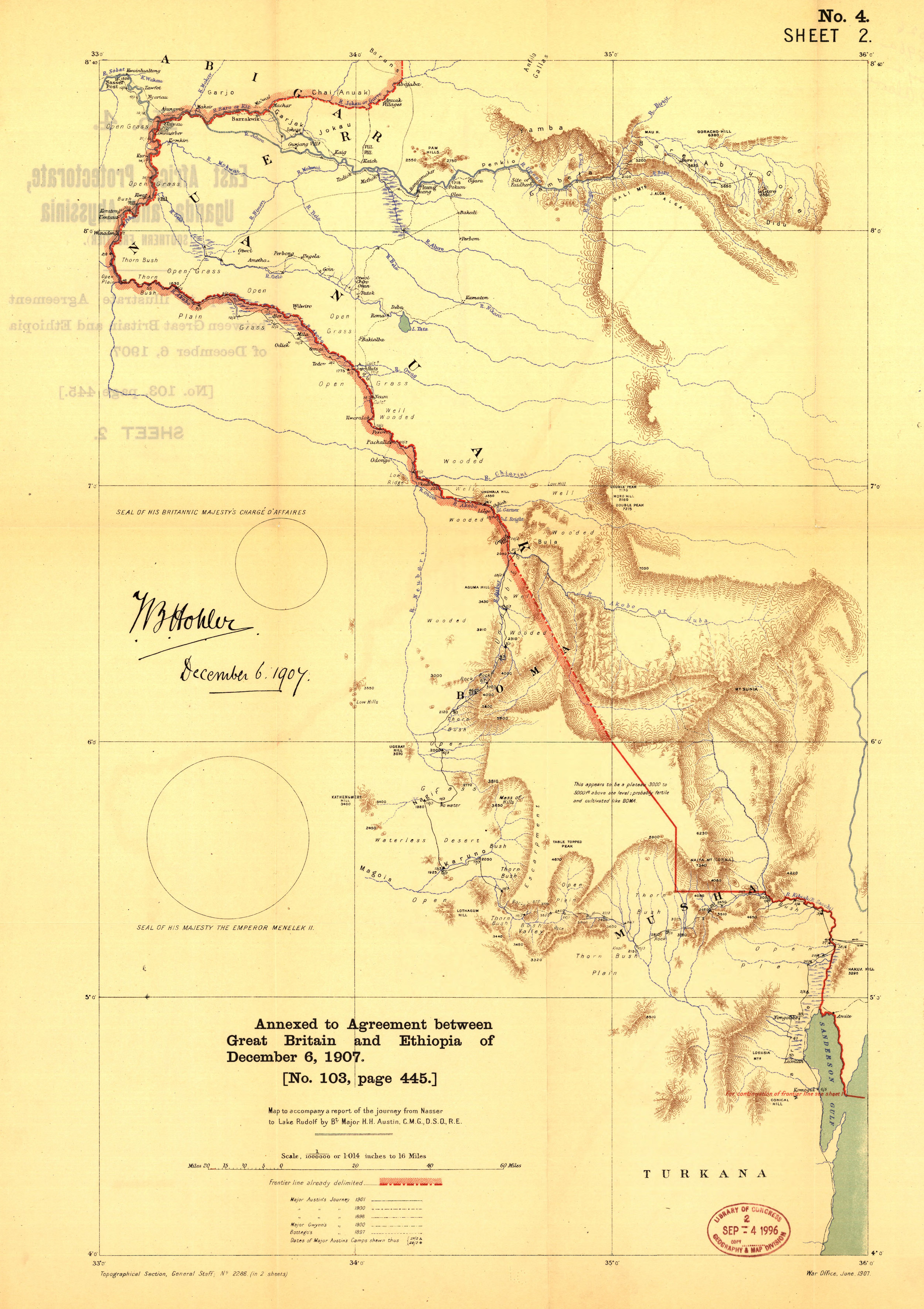
Grenzverlauf nach dem Vertrag von 1907

In den 1880er Jahren gliederte der spätere äthiopische Kaiser Menelik II. (seit 1889) die östlichen Grenzgebiete des heutigen Äthiopien in das Königreich Shewa ein. In den 1890er Jahren eroberte das Vereinigte Königreich den Sudan und organisierte ihn 1899 als Anglo-Ägyptischen Sudan. Die Grenze Äthiopiens zum Sudan wurde in Grenzverträgen aus den Jahren 1902 und 1907 festgelegt. Äthiopien war von 1936 bis 1941 von Italien besetzt. Der Sudan wurde 1956 unabhängig. Von ihm spaltete sich 2011 der Südsudan ab. Dadurch entstand die äthiopisch-südsudanesische Grenze.

## Grenzverlauf

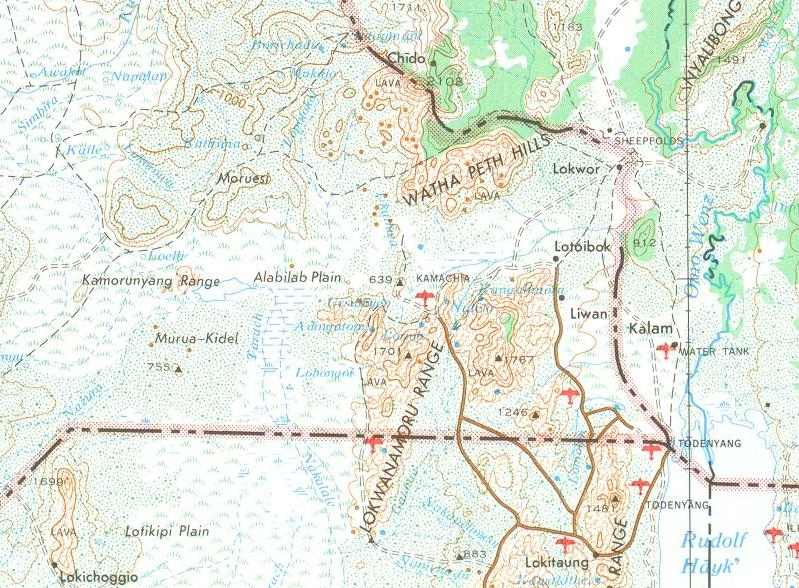
Das Ilemi-Dreieck

Die Grenze verläuft vom Dreiländereck mit dem Sudan (9°30'0"N, 34°6'36"O) zunächst nach Süden, biegt dann nach Westen ab und führt zum Fluss Baro, einem rechten Nebenfluss des Sobat, der sich aus dem Zusammenfluss des Baro mit dem Pibor bildet. Die Grenze folgt dem Pibor flussaufwärts bis zur Einmündung des Akobo und folgt dem Akobo flussaufwärts nach Südosten. Dabei belässt sie das Gebiet von Gambela (mit einem markanten, als Baro Salient bekannten Vorsprung nach Westen bis zur Vereinigung von Baro und Pibor zum Sobat) bei Äthiopien. Nachdem die Grenze den Akobo, der nun nach Osten abbiegt, verlassen hat, setzt sie sich nach Südosten fort, bis sie das Dreiländereck mit Kenia in der Nähe des Turkana-Sees (früher als Rudolfsee bekannt) und des umstrittenen Ilemi-Dreiecks (4°59'24"N, 35°19'48"O) erreicht.

## Orte in Grenznähe

### Äthiopien
- Tirgol

### Südsudan
- Akobo
- Pochála
- Kibish